# Physalacria orinocensis
Physalacria orinocensis är en svampart som beskrevs av Pat. & Gaillard 1888. Physalacria orinocensis ingår i släktet Physalacria och familjen Physalacriaceae.   Inga underarter finns listade i Catalogue of Life.